# Mhasla
Mhasla es una ciudad censal situada en el distrito de Raigad en el estado de Maharashtra (India). Su población es de 9679 habitantes (2011). Se encuentra  a 110 km de Bombay y a 101 km de Pune.

## Demografía
Según el censo de 2011 la población de Mhasla era de 9679 habitantes, de los cuales 4756 eran hombres y 4923 eran mujeres. Mhasla tiene una tasa media de alfabetización del 89,80%, superior a la media estatal del 82,34%: la alfabetización masculina es del 92,18%, y la alfabetización femenina del 87,54%.